# 番紅花 (香料)

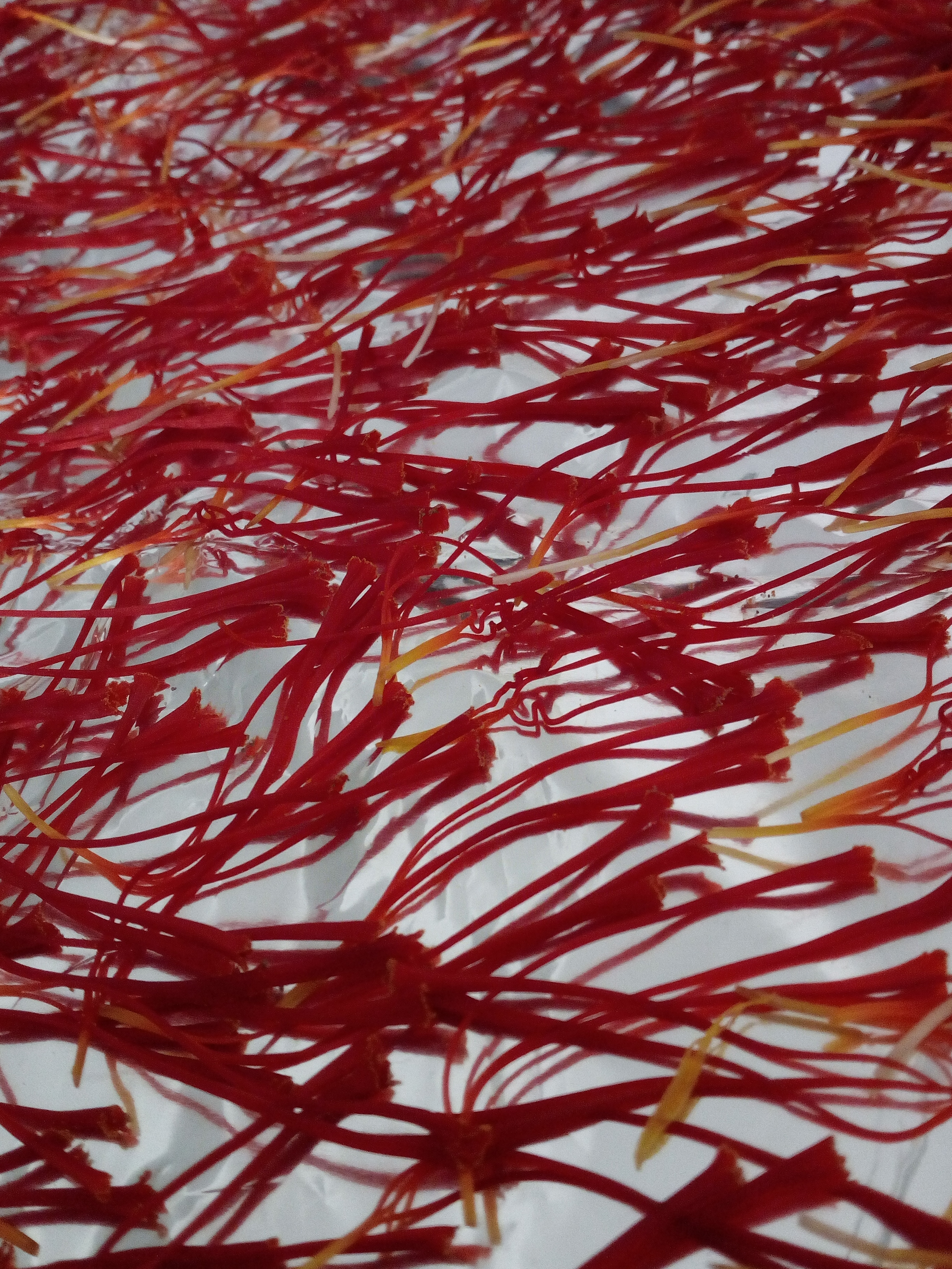
干燥的番红花

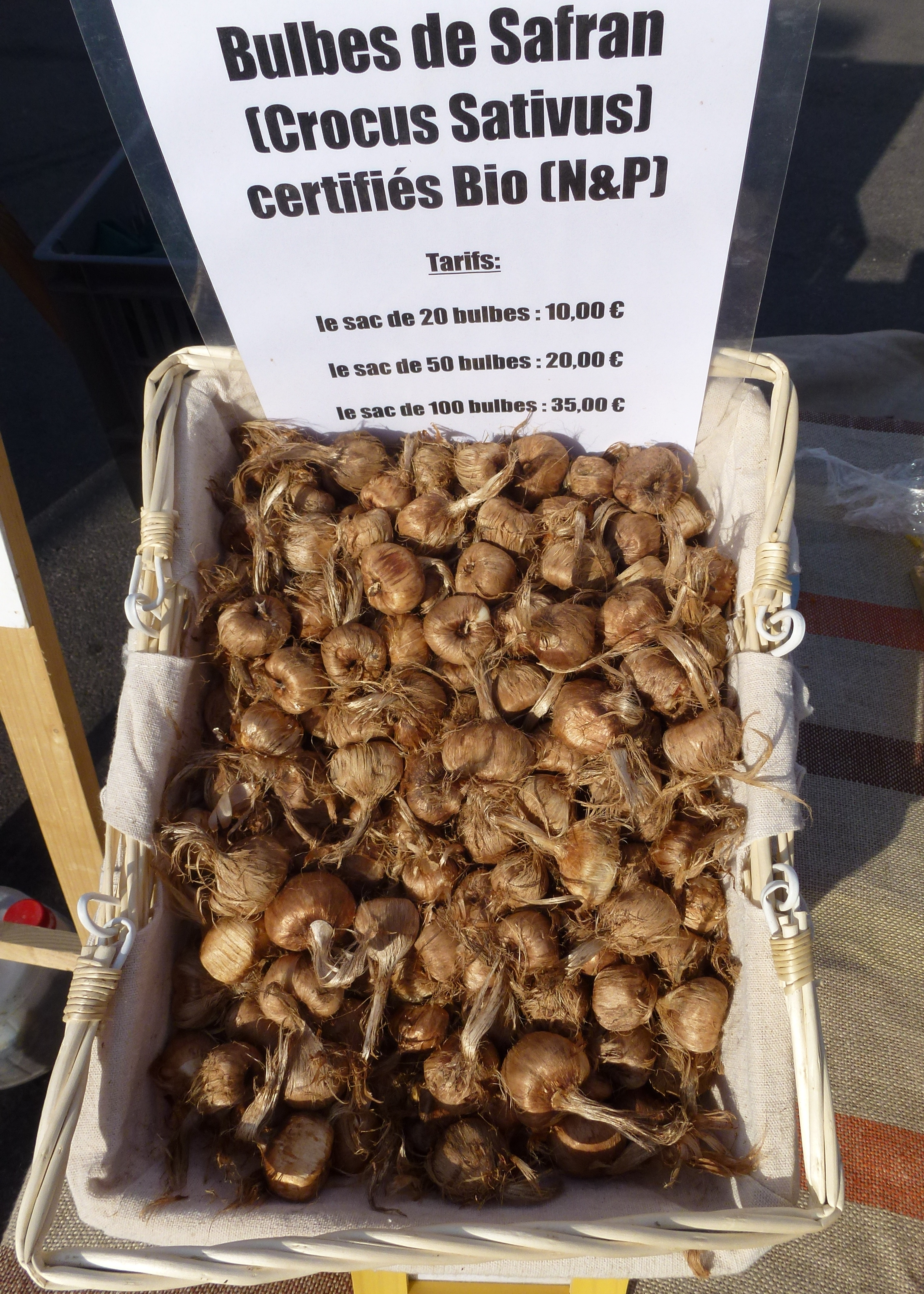
鳞茎

番紅花或稱西紅花、藏紅花，是番紅花的雌蕊柱頭所製作的香料，因為其重量非常之低，所以若用重量衡量，番紅花會是世界上最昂貴的香料。

## 名稱
番红花又称为藏红花，是因它是原产于西藏的红色花朵。番紅花，後來傳往中亞、西亞地區，如土耳其和伊朗一带，西藏古名吐番，故有番红花这样名称。

## 價值
以重量而言，番紅花是全世界最貴的香料，大約要170,000朵番紅花才能收集到一公斤的雌蕊柱頭，因為每一朵紫色的番紅花只有三個柱頭，而柱頭的取得必須在日出前以人工完成採摘以避免花朵枯萎而失去採收價值，採收後必須再乾燥脫水後才能分級出售。雖然番紅花價格不菲，但在番紅花盛產地區的價格約為非產地的十分之一左右，因此亦有廚師會在番紅花產地大量購買番紅花，然而好的番紅花香料只要使用極微的份量即可。

## 貿易和用途
伊朗是目前世界最大的番紅花出產地，佔世界總產量90%以上，其次是西班牙。
番紅花主要用於食物香料上，譬如制作西班牙鐵鍋飯。
在歐洲的傳統醫學裏，番紅花有多種用途。中世紀的歐洲人使用番紅花治療呼吸道感染（咳嗽和感冒）、猩紅熱、天花、癌症和哮喘。此外，番紅花還會用來醫治血液和其他疾病包括：失眠、癱瘓、心臟病、脹氣、胃病、痛風、慢性子宮出血、閉經、嬰兒絞痛和眼疾等。在中国，明朝時的《本草綱目》上就記載番紅花具有鎮靜、鎮痛、活血去瘀等功效。但因同時具有通經、墮胎、促進子宮收縮等作用，所以孕婦不宜使用。對於授乳中的婦女在食用的安全性上也存有疑慮。古波斯人和埃及人也會用番紅花來壯陽、解毒、幫助消化，以及治療痢疾和麻疹。
在中國的中醫理論裏，藏紅花被視為一種常用的藥膳原料，有調理氣血的能力，對女人尤其大補。
在藏傳佛教裏，常看到的藏傳佛教徒以紅花來供養舍利子使舍利子增生，傳統的藏傳佛教徒會把紅花放在八供水里，讓水變成橘紅色，非常漂亮，以此供佛菩薩。除此，也有些藏傳佛教徒會把藏紅花放進水里，然後以紅花水擦在經文咒語上，然後捲起來，作為佛像或轉經輪或舍利塔入藏等等用途。另外，就是在修持四加行曼達供時，都會以藏紅花水拭擦曼達盤的。也有人用紅花水來清洗新的念珠之類的。
在現代醫學裏，則有抑癌、抗氧化、免疫調節等性質。
番紅花一般經口食用時並不會造成危險，但若大量食用會有急性中毒的危險，一次攝取5g以上的量會有嚴重的副作用，致死量大約在12～20g之間。
另外番紅花也能作為紡織品的染料。

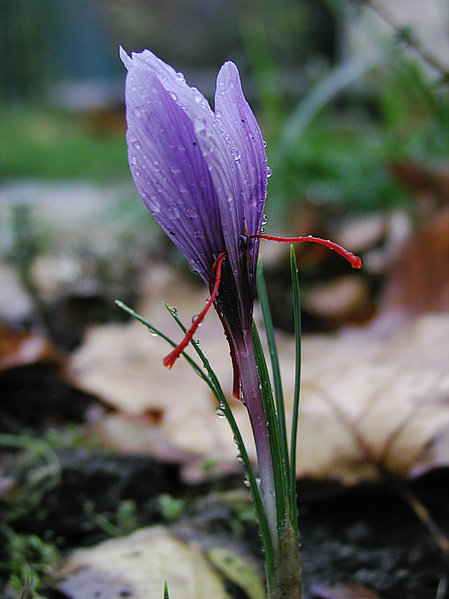
一朵番紅花的花，以及它紅色的柱頭
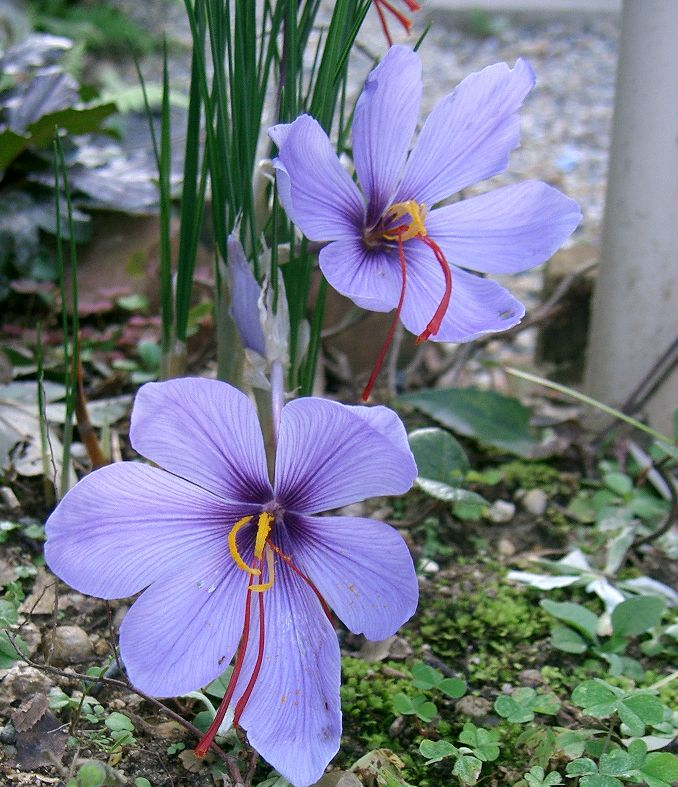
花
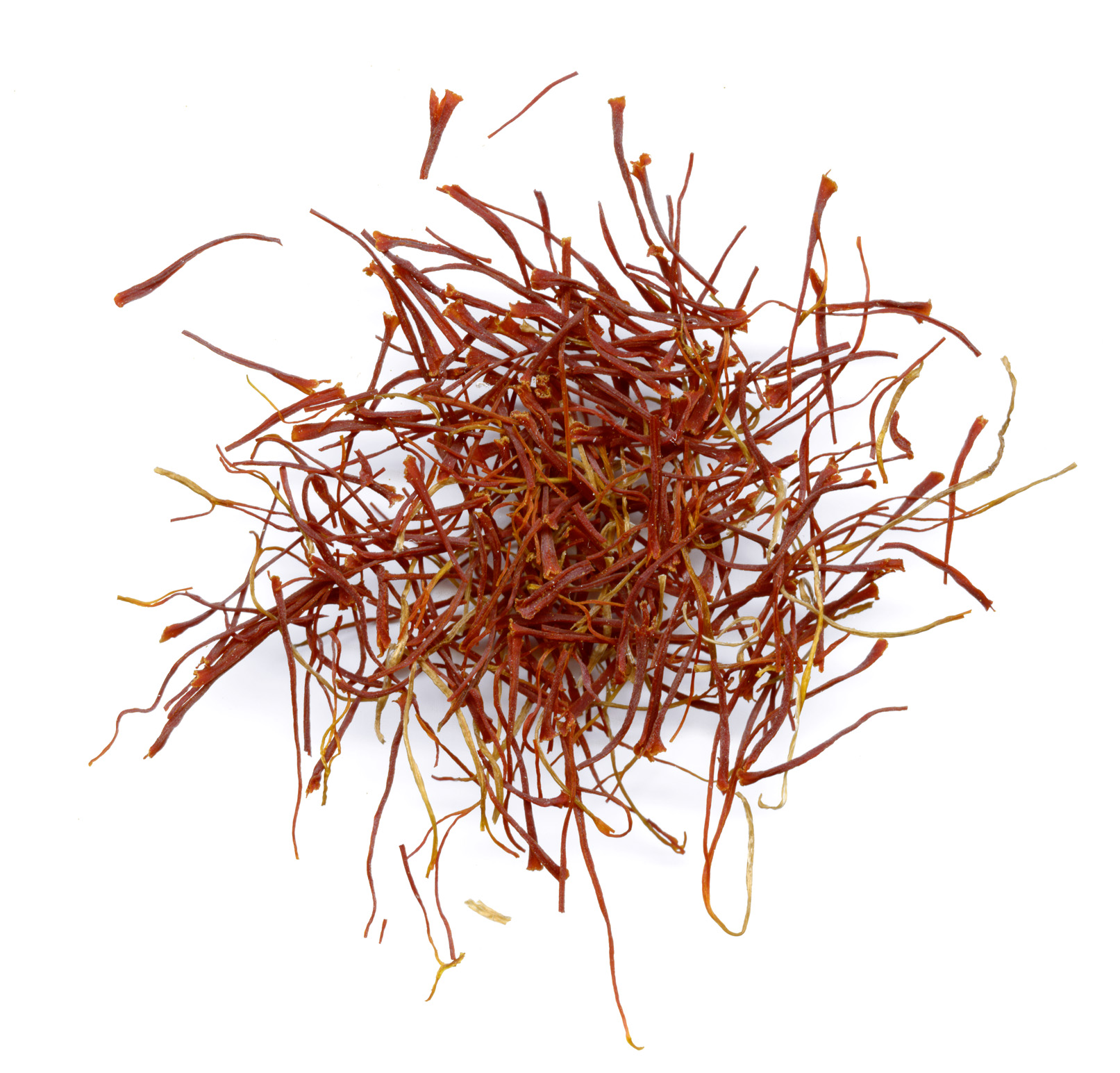
柱頭

## 假冒番紅花
近年来不法商家以『以次充好』的形式售卖番紅花，或者用纸製和毛发製品染色冒充番紅花。

### 引用
1. ↑  Rau 1969，第53頁.
2. ↑  Hill 2004，第272頁.
3. 1 2  . 央视. 2015年3月15日  [2015年3月15日]. （原始内容存档于2015年4月2日）.
4. ↑  Abdullaev 2002，第1頁.
5. ↑  Assimopoulou 2005，第1頁.
6. ↑  Chang, Kuo & Wang 1964，第1頁.
7. ↑  Stockton, CA : Therapeutic ResearcFile:h Faculty, (2005)　Natural medicines comprehensive database / compiled by the editors of Pharmacist's Letter, Prescriber's Letter ; [Jeff M. Jellin, editor-in-chief] ISBN 0-9676136-2-0

## 外部連結
- 番紅花 Fanhonghua （页面存档备份，存于） 藥用植物圖像數據庫 (香港浸會大學中醫藥學院) （中文）（英文）
- 西紅花 中藥材圖像數據庫  (香港浸會大學中醫藥學院) （中文）（英文）
- 西紅花 Xi Hong Hua （页面存档备份，存于） 中藥標本數據庫 (香港浸會大學中醫藥學院) （繁體中文）（英文）